# Norwegische Kirche

Wappen der Norwegischen Kirche

Die Norwegische Kirche (Bokmål Den norske kirke, Nynorsk Den norske kyrkja) ist die evangelisch-lutherische Volkskirche in Norwegen. Nach einem längeren Reformprozess ist sie seit dem 1. Januar 2017 ein vom norwegischen Staat unabhängiges Rechtssubjekt, doch ist ihre Rolle und landesweite Aufgabe weiterhin in der Verfassung festgeschrieben.
Die Kirche ist Mitglied im Lutherischen Weltbund (LWB) und im Weltkirchenrat. Sie ist auch in der Porvoo-Gemeinschaft sowie der Gemeinschaft Evangelischer Kirchen in Europa und hat mit den angeschlossenen Kirchen volle Kirchengemeinschaft vereinbart.

## Geschichte
1537 führte Christian III. in Norwegen die Reformation ein. Die evangelische Glaubenslehre erlangte den Status einer Staatsreligion, der erst 2012 ein Ende fand. Im Verlauf des 18. Jahrhunderts stand die Kirche verstärkt unter dem Einfluss des Pietismus, der den Zusammenhang von Glauben und Handeln besonders betont.
Artikel 2 der Verfassung von Eidsvoll (1814) bestätigte die evangelisch-lutherische Religion als öffentliches Bekenntnis des norwegischen Staates. Sie unterstellte die Kirche der Kontrolle von Storting und Regierung. Das Storting fungierte als Kirchenparlament, der König als Kirchenoberhaupt. Bis 1969 lautete die offizielle Bezeichnung „Norwegische Staatskirche“ (statskirken/statskyrkja).
1842 wurde das Verbot der Laienpredigt aufgehoben, was eine Vielzahl von Strömungen innerhalb der Kirche förderte.
Die Ordination von Frauen wird seit 1961 praktiziert.

## Reformprozess

### Neue Liturgien 2011
Am 1. Advent 2011 wurde die gottesdienstliche Ordnung für neue Texte, Handlungen und Zeichen geöffnet. Handlungen wie Kerzenentzünden und Musik sollen mehr Raum erhalten; das Repertoire soll ausdrücklich auch Rockmusik und norwegischen Folk enthalten. Die Taufliturgie wird stärker auf Freude und Dank ausgerichtet. Fürbitten sollen sich stärker auf lokale oder globale Ereignisse beziehen dürfen. Kirchgänger können stärker als früher in die Vorbereitung und Durchführung des Gottesdienstes einbezogen werden. Die Möglichkeit zu Einkehr und stillem Gebet soll gewährleistet sein.

### Demokratiereform 2011
Die Norwegische Kirche musste dem Storting vor der Verfassungsänderung von 2012 zusichern, die innerkirchliche Demokratie zu stärken; seit 2012 entscheidet sie selbst über die Vergabe von Ämtern. Die landesweite Kirchenwahl wurde daher um zwei Jahre auf den 11. und 12. September 2011 vorgezogen. Um die Wahlbeteiligung günstig zu beeinflussen, fand sie zeitgleich mit den norwegischen Kommunalwahlen statt. Sie betrug schließlich 13,4 Prozent.

### Neues Staatskirchenrecht 2012
2008 einigte sich das Storting auf ein Gesamtpaket zur Reform der Norwegischen Kirche. Das Verhältnis von Kirche und Staat wurde auf eine neue Grundlage gestellt. Die Verfassung wurde am 21. Mai 2012 geändert. Der König ist nicht mehr Oberhaupt; er und seine evangelisch-lutherischen Minister bilden nicht mehr den Staatskirchenrat (den kirkelige statsråd). Damit entfällt auch das Quorum, dass mindestens die Hälfte der Regierungsmitglieder der Kirche angehören musste. Die Bischöfe werden seitdem nicht mehr vom Staatskirchenrat ernannt, sondern in demokratisch legitimierten Wahlen bestimmt. Das Storting tritt nur noch als Gesetzgeber des Kirchengesetzes (kirkeloven) in Erscheinung; für die inneren Angelegenheiten der Kirche ist es nicht mehr zuständig.
Die Norwegische Kirche bewahrt als mit Abstand größte Glaubensgemeinschaft des Landes den Status einer „Volkskirche“. Die Verfassung sichert ihr weiterhin die Unterstützung des Staates zu. Diese Förderung sollen aber auch die übrigen religiösen Gemeinschaften erhalten. Bischöfe, Pröpste und Pastoren blieben bis Ende 2016 dienstrechtlich Staatsbeamte; zum 1. Januar 2017 verloren sie diesen Status. Die Kirche finanziert sich weiterhin durch staatliche Zuweisungen, nicht etwa durch Mitgliedsbeiträge. Die Rahmenfinanzierung betrug im Haushaltsjahr 2017 1,9 Mrd. Kronen, etwa 211 Mio. Euro.

### Neues Gesangbuch 2013
2013 wurde ein neues Gesangbuch eingeführt. Norsk salmebok 2013 ersetzt das Norsk Salmebok von 1985 und dessen Erweiterung Salmer 1997. Das offizielle Gesangbuch enthält nun 899 Lieder, davon wurden 240 erstmals aufgenommen.

### Gleichgeschlechtliche Ehe 2016
2013 empfahlen die Bischöfe mehrheitlich, eine Segnung gleichgeschlechtlicher Paare einzuführen. Eine kirchliche Trauung lehnte das Kirchenparlament (kirkemøtet) 2014 jedoch ab. Am 11. April 2016 stimmte schließlich eine breite Mehrheit dafür, die Trauung gleichgeschlechtlicher Paare zu ermöglichen. Pastoren können solch eine kirchliche Trauung jedoch aus persönlicher Überzeugung verweigern.
Die Synode in Trondheim am 30. Januar 2017 verabschiedete eine Liturgie, die die kirchliche Trauung von homosexuellen Paaren wie in Dänemark und Schweden möglich macht.

## Mitglieder, Personal und Aufbau
Die Norwegische Kirche ist Norwegens größte Glaubens- und Weltanschauungsgemeinschaft.
Ihr gehörten 2023 mit 3.472.195 Mitgliedern in 1.156 Gemeinden (Sokn bzw. menighet) 62,6 % der Bevölkerung an, diese werden von 1.333 Pfarrern (prest) sowie einer Vielzahl weiterer kirchlicher Mitarbeiter betreut.
Eine Gemeinde wird vom menighetsråd geleitet; bestehen im Bereich einer Kommune mehrere Gemeinden, so ist für alle diese zusammen ein fellesråd eingerichtet, in Kommunen mit nur einer Gemeinde übernimmt der menighetsråd die sonst dem fellesråd obliegenden Aufgaben, z. B. Anstellungsträger kirchlichen Personals oder Friedhofsbehörde zu sein.
Neben Pfarrern wird die Arbeit der Kirche von 333 Diakonen bzw. diakonalen Mitarbeitern, 704 pädagogischen Mitarbeitern, 1705 Kirchendienern, Friedhofs- bzw. gewerblich/technischen Mitarbeitern, 796 Kirchenmusikern und 941 Verwaltungsmitarbeitern geleistet (jeweils Stand 2023). Unter den letztgenannten ist der bzw. die kirkeverge als einer der ältesten Berufe Norwegens heute als Verwaltungsleiter verantwortlich für die Betriebsfähigkeit der örtlichen Kirchen und ihrer Gemeinde. Da über 80 % der Verstorbenen kirchlich bestattet werden (36.112 Personen im Jahr 2023), die Friedhöfe im Regelfall bei den Kirchen liegen und gesetzlich für die Gesamtbevölkerung, unabhängig von der Weltanschauung, genutzt werden, macht dieser Aufgabenbereich einen nicht geringen Teil kirchlicher Arbeit aus.
Mit 77.782 Freiwilligen verfügt die norwegische Kirche über eine enorme Ressource ehrenamtlicher Mitarbeiter und Mitarbeiterinnen aller Altersgruppen, die sich unentgeltlich in Diakonie, Kinder- und Jugendarbeit, Kultur und Gremien engagieren.

Jeweils mehrere Gemeinden sind in insgesamt 94 Kirchenkreisen (prostier) regional zusammengefasst, diese bilden elf Bistümer (bispedømmer; bis 1919 stift), denen jeweils ein Bischof oder eine Bischöfin vorsteht: 

Die Bistümer der Norwegischen Kirche

- Bistum Nidaros mit Sitz in Trondheim
- Bistum Oslo mit Sitz in Oslo
- Bistum Borg mit Sitz in Fredrikstad
- Bistum Hamar mit Sitz in Hamar
- Bistum Tunsberg mit Sitz in Tønsberg
- Bistum Agder und Telemark mit Sitz in Kristiansand
- Bistum Stavanger mit Sitz in Stavanger
- Bistum Bjørgvin mit Sitz in Bergen
- Bistum Møre mit Sitz in Molde
- Bistum Sør-Hålogaland mit Sitz in Bodø
- Bistum Nord-Hålogaland mit Sitz in Tromsø

Dem Präses, welcher das 12. Bischofsamt innehat, obliegt neben der Führung der Gesamtkirche nur die Aufsicht über die Dompropstei des Nidarosdoms in Trondheim.

## Kirchenwahlen
Wahlbeteiligung bei der Kirchenwahl seit 1997: